# Třída Gato
Třída Gato byla třída oceánských dieselelektrických ponorek námořnictva Spojených států amerických. Jednalo se o hromadně vyráběný typ intenzivně nasazený za druhé světové války, na který navázaly modifikované ponorky třídy Balao a Tench. Tyto velké ponorky, určené k operacím v rozlehlých oblastech Pacifiku, se vyznačovaly vysokou rychlostí plavby na hladině, velkým dosahem a velkou zásobou torpéd. Po válce byla část ponorek modernizována v rámci programu GUPPY. Řadu ponorek třídy Gato od USA získali zahraniční uživatelé.

## Stavba

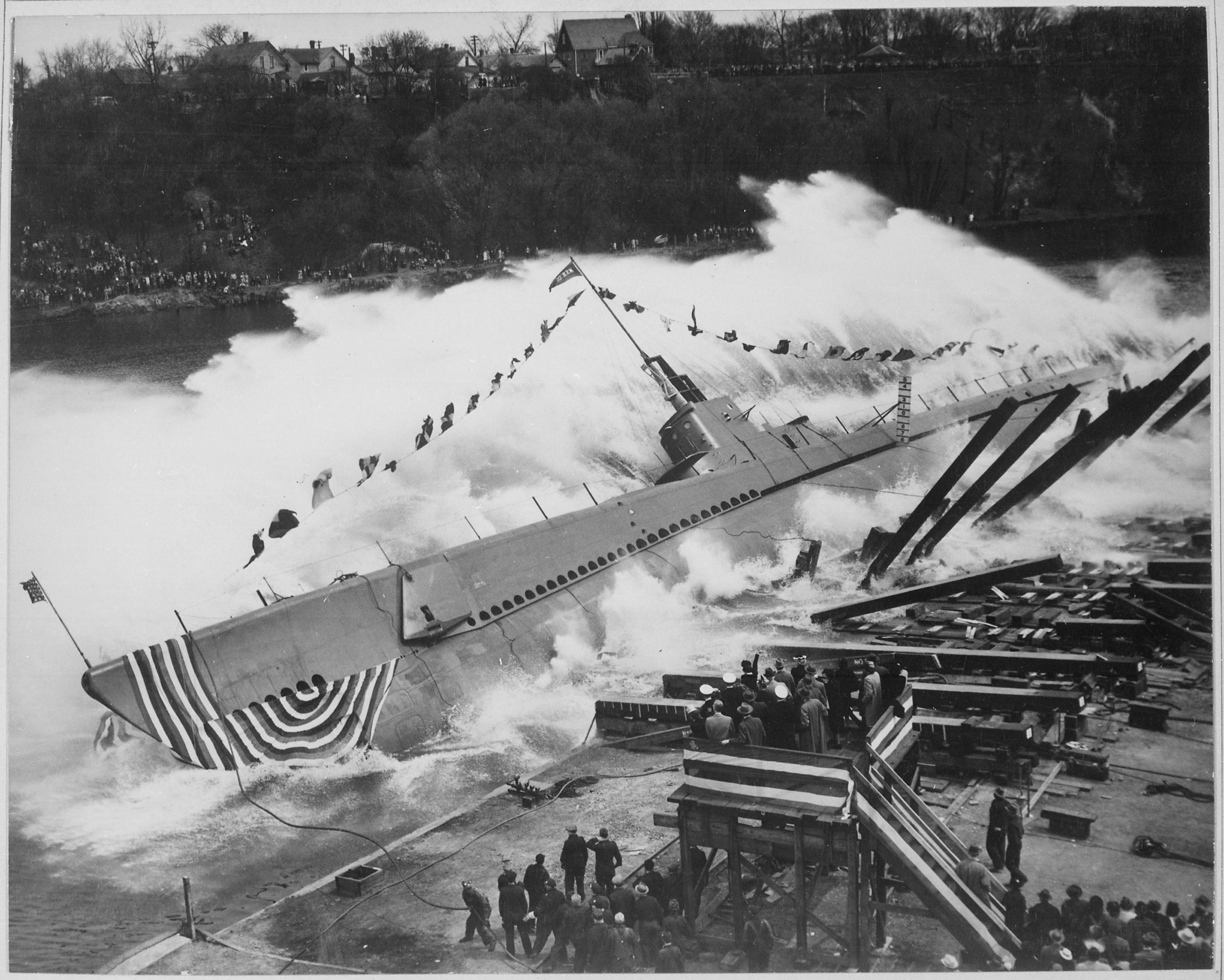
USS Robalo (SS-273) při spuštění na vodu

V letech 1940–1944 bylo postaveno celkem 77 ponorek této třídy. Na jejich stavbě se podílely celkem čtyři loděnice – Electric Boat Company v Grotonu ve státě Connecticut (41 kusů), Portsmouth Naval Shipyard v Kittery ve státě Maine (13 kusů), Mare Island Naval Shipyard poblíž San Francisca (9 kusů) a Manitowoc Shipbuilding Company v Manitowocu ve státě Wisconsin (14 kusů). Zajímavostí je, že posledně jmenovaná loděnice se nacházela 1600 kilometrů v americkém vnitrozemí na břehu Michiganského jezera a hotové ponorky byly na moře přepravovány po řece Mississippi.

## Konstrukce

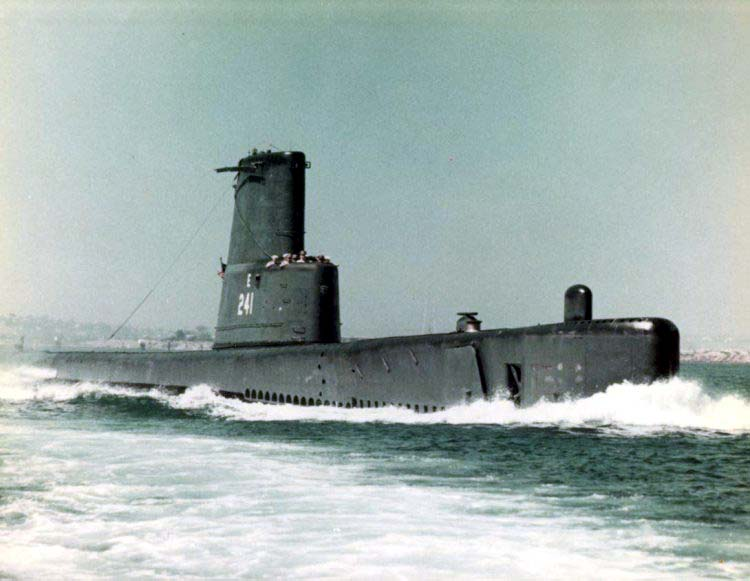
USS Bashaw (SS-241)

Trup ponorek byl vyroben svařováním. Ponorky byly vybaveny různými typy radarů, sonarů a komunikačních prostředků. Výzbroj a vybavení jednotlivých ponorek se lišilo a bylo během služby měněno. Základní vybavení představoval kanon ráže 76,2 mm, jeden protiletadlový kulomet ráže 12,7 mm a deset torpédometů 533 mm (šest na přídi a čtyři na zádi). Později byla tato výzbroj zesilována, hlavní kanón byl ráže 127 mm a doplňovalo ho několik protiletadlových kanónů ráže 20 mm či 40 mm. Později ovšem byla dělostřelecká výzbroj zcela odstraněna. Ponorka měla zásobu 24 torpéd. Pohonný systém tvořily čtyři diesely a dva elektromotory. Diesely mohly být typu Fairbanks-Morse, General Motors nebo Hooven-Owens-Rentschler a elektromotory typu General Electric, Elliot Company nebo Allis-Chalmers. Nejvyšší rychlost na hladině dosahovala 20,25 uzlu a pod hladinou 8,75 uzlu. Hloubkový dostup činil 91 metrů.

## Operační služba

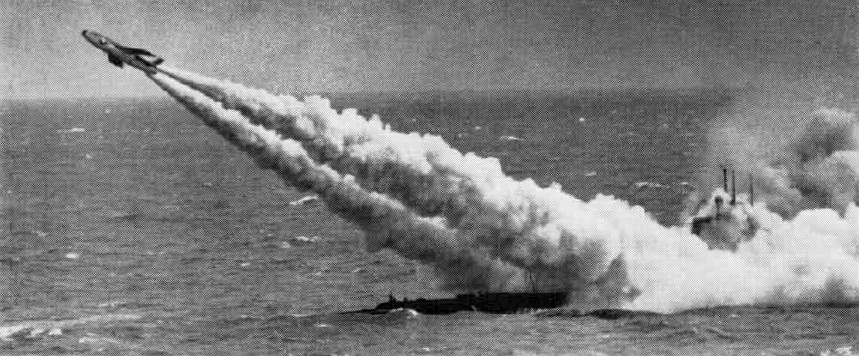
Letounová střela Regulus I vypuštěná z ponorky USS Tunny

Americké ponorky třídy Gato byly nasazeny za druhé světové války a významně se podílely na porážce japonského námořnictva a zničení japonského obchodního loďstva. Ve válce jich bylo 18 potopeno v boji a jedna kvůli konstrukční závadě. Válku přečkalo 54 ponorek, z nichž většina byla modernizována v rámci programu GUPPY 1, jehož cílem bylo zlepšení jejich výkonů při plavbě pod hladinou. Odstraněny byly hlavňové zbraně, různé výstupky na trupech ponorek, velitelská věž dostala proudnicový tvar a instalovány byly také lehčí a výkonnější akumulátory. Ponorky byly rovněž upravovány pro plnění speciálních úkolů – šest jednotek bylo například upraveno na radarové ponorky a USS Tunny byla přestavěna na nosič dvou letounových střel Regulus I.

## Postavené ponorky
| Ponorka                  | Výrobce                        | Položení kýlu      | Spuštěna na vodu   | Zařazena do služby | Vyškrtnuta z námořního registru | Osud |
| ------------------------ | ------------------------------ | ------------------ | ------------------ | ------------------ | ------------------------------- | --- |
| USS Gato (SS-212)        | Electric Boat Company          | 5. října 1940      | 21. srpna 1941     | 31. prosince 1941  | 1. března 1960                  | Prodána k sešrotování 25. července 1960 |
| USS Greenling (SS-213)   | Electric Boat Company          | 12. listopadu 1940 | 20. září 1941      | 21. ledna 1942     | 1. března 1960                  | Prodána k sešrotování 16. června 1960 |
| USS Grouper (SS-214)     | Electric Boat Company          | 28. prosince 1940  | 27. října 1941     | 12. února 1942     | 2. prosince 1968                | Po válce modernizována v projektu SCB-58, přeznačena na SSK-214. Překlasifikována na AGSS-214. Roku 1959 byla tato ponorka konvertována na výzkumnou loď. K sešrotování došlo v roce 1970 |
| USS Growler (SS-215)     | Electric Boat Company          | 10. února 1941     | 22. listopadu 1941 | 20. března 1942    | 08. února 1945                  | Pravděpodobně potopena Japonci 8. listopadu 1944. Možný je i zásah vlastním torpédem, které opsalo kruhovou dráhu |
| USS Grunion (SS-216)     | Electric Boat Company          | 1. března 1941     | 22. prosince 1941  | 11. dubna 1942     | 2. listopadu 1942               | Potopena u Kisky 5. 10. 1942 při útoku na transport Kano Maru. Její potopení mohlo být způsobeno i vlastním torpédem Mark 14. Vrak nalezen v červenci 2007 |
| USS Guardfish (SS-217)   | Electric Boat Company          | 1. dubna 1940      | 20. ledna 1942     | 8. května 1942     | 1. června 1960                  | Potopena jako cvičný cíl 10. října 1961 |
| USS Albacore (SS-218)    | Electric Boat Company          | 21. dubna 1941     | 17. února 1942     | 1. června 1942     | 30. března 1945                 | Nejspíše potopena minou 7. listopadu 1944 severovýchodně od Hokkaidó. Vrak ponorky byl objeven koncem května roku 2022. |
| USS Amberjack (SS-219)   | Electric Boat Company          | 15. května 1941    | 6. března 1942     | 19. června 1942    | 30. března 1945                 | Poslední rádiový kontakt 14. 2. 1943, potopena pravděpodobně 16. 2. 1943 u Šalamounových ostrovů |
| USS Barb (SS-220)        | Electric Boat Company          | 7. června 1941     | 2. dubna 1942      | 8. července 1942   | 15. října 1972                  | Roku 1954 modernizována v programu Guppy. Zapůjčena Itálii jako Enrico Tazzoli. Sešrotována 1975 |
| USS Blackfish (SS-221)   | Electric Boat Company          | 1. července 1941   | 18. dubna 1942     | 22. července 1942  | 1. září 1958                    | V rezervě pro výcvikové účely v letech 1949 až 1954. Sešrotována 1960 |
| USS Bluefish (SS-222)    | Electric Boat Company          | 5. června 1942     | 21. března 1943    | 24. května 1943    | 1. června 1959                  | Vyřazena ze služby 20. listopadu 1953. Sešrotována roku 1960 |
| USS Bonefish (SS-223)    | Electric Boat Company          | 25. června 1942    | 21. března 1943    | 31. května 1943    | Neznámé                         | Potopena jako předposlední ponorka US Navy během 2. světové války u Toyama-wan 18. června 1945 |
| USS Cod (SS-224)         | Electric Boat Company          | 21. července 1942  | 21. března 1943    | 21. června 1943    | 15. prosince 1971               | Převedena do zálohy 22. 6. 1946. Po válce sloužila v letech 1954–1971 jako výcvikové plavidlo. Nyní je ukotvena jako muzejní loď v Clevelandu |
| USS Cero (SS-225)        | Electric Boat Company          | 28. dubna 1942     | 4. dubna 1943      | 4. července 1943   | 30. června 1967                 | Prodána k sešrotování 30. června 1967 |
| USS Corvina (SS-226)     | Electric Boat Company          | 21. září 1942      | 9. května 1943     | 6. srpna 1943      | Neznámé                         | Potopena 16. listopadu 1943 japonskou ponorkou I-176, při své první patrole jižně od ostrova Truk |
| USS Darter (SS-227)      | Electric Boat Company          | 20. října 1942     | 6. června 1943     | 7. září 1943       | Neznámé                         | Najela na mělčinu u Bombay Shoal 24. října 1944. Nakonec byla zničena japonskými letouny. Posádka lodi byla zachráněna ponorkou USS Dace |
| USS Drum (SS-228)        | Portsmouth Navy Yard           | 11. září 1940      | 15. května 1941    | 1. listopadu 1941  | 30. června 1968                 | Vyřazena ze služby 16. února 1946. Do roku 1962 v rezervě. Nyní muzejní loď v Mobile |
| USS Flying Fish (SS-229) | Portsmouth Navy Yard           | 6. prosince 1940   | 9. července 1941   | 10. prosince 1941  | 1. srpna 1958                   | Vyřazena ze služby 28. května 1954. Prodána k sešrotování v červenci 1960 |
| USS Finback (SS-230)     | Portsmouth Navy Yard           | 5. února 1941      | 25. srpna 1941     | 31. ledna 1942     | 1. září 1958                    | Vyřazena ze služby 21. dubna 1950. Prodána k sešrotování 15. července 1959 |
| USS Haddock (SS-231)     | Portsmouth Navy Yard           | 31. března 1941    | 20. října 1941     | 14. března 1942    | 1. června 1960                  | Prodána k sešrotování 23. srpna 1960 |
| USS Halibut (SS-232)     | Portsmouth Navy Yard           | 16. května 1941    | 3. prosince 1941   | 10. dubna 1942     | 8. května 1946                  | Těžce poškozena hlubinnými náložemi 14. listopadu 1944. Vyřazena ze služby 18. července 1945. Prodána k sešrotování 10. ledna 1947 |
| USS Herring (SS-233)     | Portsmouth Navy Yard           | 17. dubna 1941     | 15. ledna 1942     | 4. května 1942     | Neznámé                         | Potopena dělostřeleckou palbou z pobřežních baterií u ostrova Matua 1. června 1944 |
| USS Kingfish (SS-234)    | Portsmouth Navy Yard           | 29. srpna 1941     | 2. března 1942     | 20. května 1942    | 1. března 1960                  | Po válce sloužila jako výcviková loď v záloze. Prodána k sešrotování 6. října 1960 |
| USS Shad (SS-235)        | Portsmouth Navy Yard           | 24. října 1941     | 15. dubna 1942     | 12. června 1942    | 1. dubna 1960                   | Prodána k sešrotování společnosti Luria Brothers, Inc., Kearney za 68 766 $ |
| USS Silversides (SS-236) | MINSY                          | 4. listopadu 1940  | 26. srpna 1941     | 15. prosince 1941  | 30. června 1969                 | Nyní museum v Muskegon |
| USS Trigger (SS-237)     | MINSY                          | 1. února 1941      | 22. října 1941     | 30. ledna 1942     | 11. července 1945               | Potopen Japonci ve Východočínském moři 28. března 1945 |
| USS Wahoo (SS-238)       | MINSY                          | 28. června 1941    | 2. března 1942     | 15. května 1942    | 1. června 1960                  | Prodána k sešrotování 6. října 1960 |
| USS Whale (SS-239)       | MINSY                          | 28. června 1941    | 14. března 1942    | 1. června 1942     | 1. března 1960                  | Prodána k sešrotování 16. 6. 1960 |
| USS Angler (SS-240)      | Electric Boat Company          | 9. listopadu 1942  | 4. července 1943   | 1. října 1943      | 15. prosince 1971               | Překlasifikována na pomocnou ponorku AGSS-240. Prodána k sešrotování 1. února 1974 |
| USS Bashaw (SS-241)      | Electric Boat Company          | 4. prosince 1942   | 25. července 1943  | 25. října 1943     | 13. září 1969                   | Překlasifikována na pomocnou ponorku AGSS-241. Potopena jako cvičný cíl v červenci 1972 |
| USS Bluegill (SS-242)    | Electric Boat Company          | 7. prosince 1942   | 8. srpna 1943      | 11. listopadu 1943 | 28. června 1969                 | 3. prosince 1970 potopena u Lahaina pro trénink potápěčů. 5. listopadu 1983 vyzdvižena, následně odvlečena do hlubších vod a potopena s vojenskými poctami |
| USS Bream (SS-243)       | Electric Boat Company          | 5. února 1943      | 17. října 1943     | 24. února 1944     | 7. listopadu 1969               | Potopena jako cvičný cíl |
| USS Cavalla (SS-244)     | Electric Boat Company          | 4. března 1943     | 14. listopadu 1943 | 29. února 1944     | 30. prosince 1969               | Po válce prodělala úpravy a stala se ponorkou SSK-244. Muzejní loď na ostrově Pelican |
| USS Cobia (SS-245)       | Electric Boat Company          | 17. března 1943    | 28. listopadu 1943 | 29. března 1944    | 17. srpna 1970                  | Nyní muzejní loď Wisconsin Maritime Museum |
| USS Croaker (SS-246)     | Electric Boat Company          | 1. dubna 1943      | 19. prosince 1943  | 21. dubna 1944     | 20. prosince 1971               | Nyní muzejní loď v Buffalu |
| USS Dace (SS-247)        | Electric Boat Company          | 22. července 1942  | 25. dubna 1943     | 23. července 1943  | 15. října 1972                  | Před předáním italskému námořnictvu prošla přestavbou v programu Guppy IB . U italského námořnictva sloužila pod jménem Leonardo Da Vinci (S-510) od roku 1955. Prodána k sešrotování dne 1. dubna 1975                                                                                          |
| USS Dorado (SS-248)      | Electric Boat Company          | 27. srpna 1942     | 23. května 1943    | 28. srpna 1943     | Neznámé                         | Potopena při plavbě k Panamskému průplavu v říjnu 1943. |
| USS Flasher (SS-249)     | Electric Boat Company          | 30. září 1942      | 30. června 1943    | 25. září 1943      | 1. června 1959                  | Prodána k sešrotování 31. května 1963 |
| USS Flier (SS-250)       | Electric Boat Company          | 30. října 1942     | 11. července 1943  | 18. října 1943     | Neznámé                         | Potopena minou v Balabacském průlivu 13. srpna 1944. Potopení přežilo 14 členů posádky, ale jen 8 z nich doplavalo na ostrov, z Palawan je později zachránila ponorka USS Redfin. Vrak byl objeven 1. února 2009                                                                                 |
| USS Flounder (SS-251)    | Electric Boat Company          | 5. prosince 1942   | 22. srpna 1943     | 29. listopadu 1943 | 22. prosince 1959               | Prodána k sešrotování za 68 000 $ společnosti Western Contracting |
| USS Gabilan (SS-252)     | Electric Boat Company          | 5. ledna 1943      | 19. září 1943      | 28. prosince 1943  | 1. června 1959                  | Prodána k sešrotování za 67 361 $ společnosti Ship Supply v Brooklynu |
| USS Gunnel (SS-253)      | Electric Boat Company          | 21. července 1941  | 17. května 1942    | 20. srpna 1942     | 1. září 1958                    | 17. července 1959 prodána k sešrotování společnosti Luria Brothers & Co ve Filadelfii |
| USS Gurnard (SS-254)     | Electric Boat Company          | 2. září 19441      | 1. června 1942     | 18. září 1942      | 1. května 1961                  | Prodána k sešrotování 26. září 1961 |
| USS Haddo (SS-255)       | Electric Boat Company          | 1. září 1941       | 21. června 1942    | 9. října 1942      | 1. srpna 1958                   | 30. dubna 1959 prodána k sešrotování společnosti Luria Brothers & Co ve Filadelfii |
| USS Hake (SS-256)        | Electric Boat Company          | 1. listopadu 1941  | 17. července 1942  | 30. října 1942     | 19. dubna 1968                  | Roku 1962 přeznačena na AGSS-256. Prodána k sešrotování roku 1972 za 18 067 $ společnosti Gural Marine Salvage |
| USS Harder (SS-257)      | Electric Boat Company          | 1. prosince 1941   | 19. srpna 1942     | 2. prosince 1942   | Neznámé                         | Potopena během své šesté patroly západně od Luzonu 24. srpna 1944 |
| USS Hoe (SS-258)         | Electric Boat Company          | 2. ledna 1942      | 17. září 1942      | 16. října 1942     | 1. května 1960                  | 23. února 1945 se srazila se sesterskou ponorkou USS Flounder. Prodána k sešrotování Lancet Inc. v Bostonu 23. srpna 1960 za 66 689 $ |
| USS Jack (SS-259)        | Electric Boat Company          | 2. února 1942      | 16. října 1942     | 6. ledna 1943      | 1. září 1967                    | V rámci programu Security Assistance Program upravena a půjčena řeckému námořnictvu, kde se plavila pod jménem HS Amfitriti. Byla potopena US Navy jako cvičný cíl 5. září 1967 |
| USS Lapon (SS-260)       | Electric Boat Company          | 21. února 1942     | 27. října 1942     | 23. ledna 1943     | 31. prosince 1975               | V rámci programu Security Assistance Program upravena a půjčena řeckému námořnictvu, kde se plavila pod jménem HS Poseidon (Y-16). HS Poseidon byl odkoupen Řeckem a posloužil jako zdroj náhradních dílů pro sesterské lodě. Ponorka byla potopena jako cvičný cíl v dubnu 1976 v Egejském moři |
| USS Mingo (SS-261)       | Electric Boat Company          | 21. března 1942    | 30. listopadu 1942 | 12. února 1943     | 20. února 1971                  | V rámci Military Assistance Program sloužila v japonském námořnictvu pod jménem Kuroshio (SS-501). Potopena jako cvičný cíl v roce 1973 |
| USS Muskallunge (SS-262) | Electric Boat Company          | 7. dubna 1942      | 13. prosince 1942  | 15. března 1943    | 1. prosince 1967                | V rámci Military Assistance Program sloužila v brazilském námořnictvu pod jménem Humanita (S-14). Po návratu k US Navy, byla potopena jako cvičný cíl 9. července 1968 |
| USS Paddle (SS-263)      | Electric Boat Company          | 1. května 1942     | 30. prosince 1942  | 29. března 1943    | 30. června 1968                 | V rámci Military Assistance Program sloužila od roku 1957 v brazilském námořnictvu pod jménem Riachuelo (S-15). Posloužila jako zdroj náhradních dílu pro brazilské námořnictvo. |
| USS Pargo (SS-264)       | Electric Boat Company          | 21. května 1942    | 24. ledna 1943     | 26. dubna 1943     | 1. prosince 1960                | Prodána k sešrotování 17. dubna 1961 |
| USS Peto (SS-265)        | Manitowoc Shipbuilding Company | 18. června 1941    | 30. dubna 1942     | 21. listopadu 1942 | 1. srpna 1960                   | Prodána k sešrotování 10. listopadu 1960 za 35 686 $ společnosti Commercial Metals |
| USS Pogy (SS-266)        | Manitowoc Shipbuilding Company | 15. září 1941      | 23. června 1942    | 10. ledna 1943     | 1. září 1958                    | 1. května 1959 prodána k sešrotování společnosti Luria Brothers & Co ve Filadelfii za 57 720 $ |
| USS Pompon (SS-267)      | Manitowoc Shipbuilding Company | 26. listopadu 1941 | 15. srpna 1942     | 17. března 1943    | 1. dubna 1960                   | Prodána k sešrotování 25. listopadu 1960 společnosti Commercial Metals |
| USS Puffer (SS-268)      | Manitowoc Shipbuilding Company | 16. února 1942     | 22. listopadu 1942 | 27. dubna 1943     | 1. června 1960                  | Prodána k sešrotování 4. listopadu 1960 společnosti Zidell Corp. za 47 819 $ |
| USS Rasher (SS-269)      | Manitowoc Shipbuilding Company | 4. května 1942     | 20. října 1942     | 8. června 1943     | 20. prosince 1971               | Prodána k sešrotování 2. srpna 1974 společnosti American Ship Dismantlers Corp. za 36 128 $ |
| USS Raton (SS-270)       | Manitowoc Shipbuilding Company | 29. května 1942    | 24. ledna 1943     | 13. července 1943  | 28. června 1969                 | Po válce byla překlasifikována na pomocnou ponorku AGSS-270. Před sešrotováním posloužila jako cíl pro letecký výcvik. Trup odkoupila k sešrotování společnost Dismantlers Corp. 12. října 1973 za cenu 37 128 $                                                                                 |
| USS Ray (SS-271)         | Manitowoc Shipbuilding Company | 20. července 1942  | 28. února 1943     | 27. července 1943  | 1. srpna 1960                   | Po válce byla upravena na radarovou ponorku SSR-271. 5. listopadu 1960 prodána k sešrotování společnosti Commercial Metals. |
| USS Redfin (SS-272)      | Manitowoc Shipbuilding Company | 3. září 1942       | 4. dubna 1943      | 31. srpna 1943     | 1. července 1960                | Po válce byla přestavěna na radarovou ponorku SSR-272, později sloužila jako pomocná ponorka AGSS-272. Prodána k sešrotování 31. března 1971 společnosti North American Smelting Co. |
| USS Robalo (SS-273)      | Manitowoc Shipbuilding Company | 24. října 1942     | 9. května 1943     | 28. září 1943      | 16. září 1944                   | Potopena minou během třetí patroly 26. června 1944 východně od Palawan. Z osádky se zachránili čtyři muži, kteří později zahynuli v japonském zajetí. Vrak byl objeven v květnu 2019. |
| USS Rock (SS-274)        | Manitowoc Shipbuilding Company | 23. prosince 1942  | 20. června 1943    | 26. října 1943     | 13. září 1969                   | Použita jako cvičný cíl a prodána k sešrotování 17. srpna 1972 |
| USS Runner (SS-275)      | Portsmouth Navy Yard           | 8. prosince 1941   | 30. května 1942    | 30. července 1942  | 30. října 1943                  | Potopena Japonci během třetí patroly, mezi červnem a červencem 1943 mezi Japonskem a ostrovem Midway |
| USS Sawfish (SS-276)     | Portsmouth Navy Yard           | 20. ledna 1942     | 23. června 1942    | 26. srpna 1942     | 1. dubna 1960                   | Prodána k sešrotování 14. listopadu 1960 |
| USS Scamp (SS-277)       | Portsmouth Navy Yard           | 6. března 1942     | 20. července 1942  | 18. září 1942      | 28. dubna 1945                  | Potopena jižně od Tokia, během své 8. patroly 11. listopadu 1944 |
| USS Scorpion (SS-278)    | Portsmouth Navy Yard           | 20. března 1942    | 20. července 1942  | 1. října 1942      | Neznámé                         | Potopena během 4. patroly pravděpodobně najetím na minu 5. ledna 1944 |
| USS Snook (SS-279)       | Portsmouth Navy Yard           | 17. dubna 1942     | 15. srpna 1942     | 24. října 1942     | Neznámé                         | Potopena během 9. patroly východně od Tchaj-wanu |
| USS Steelhead (SS-280)   | MINSY                          | 1. června 1942     | 11. září 1942      | 7. prosince 1942   | 1. dubna 1960                   | Prodána k sešrotování 21. prosince 1960 |
| USS Sunfish (SS-281)     | MINSY                          | 25. září 1941      | 2. května 1942     | 15. července 1942  | 1. května 1960                  | Prodána k sešrotování 29. listopadu 1960 společnosti Learner & Co. v Oaklandu za 27 287 $ |
| USS Tunny (SS-282)       | MINSY                          | 10. listopadu 1941 | 30. června 1942    | 1. září 1942       | 30. června 1960                 | Byla upravena na nosič střel SSG-282. Později byla upravena a přeznačena na APSS-282 a LPSS-282, pro provádění obojživelných operací. Potopena jako cvičný cíl USS Volador (SS-490) 19. června 1970                                                                                              |
| USS Tinosa (SS-283)      | MINSY                          | 21. února 1942     | 7. října 1942      | 15. ledna 1943     | 1. září 1958                    | Použita jako cvičný cíl u Havajských ostrovů v listopadu 1960 |
| USS Tulibee (SS-284)     | MINSY                          | 1. dubna 1942      | 7. října 1942      | 15. února 1943     | 29. července 1944               | Potopena torpédem 26. března 1944 během čtvrté patroly poblíž Palau. Jeden námořník přežil |
| USS Golet (SS-361)       | Manitowoc Shipbuilding Company | 27. března 1943    | 1. srpna 1943      | 30. listopadu 1943 | Neznámé                         | Potopena Japonci severně od ostrova Honšú během 2. patroly 14. června 1944 |
| USS Guavina (SS-362)     | Manitowoc Shipbuilding Company | 3. března 1943     | 29. srpna 1943     | 23. prosince 1943  | 30. června 1967                 | Roku 1949 reaktivována pro konverzi na podmořský tanker SSO-362. Později sloužila jako podpůrná ponorka AGSS-362 a jako AOSS-362. Potopena jako cvičný cíl USS Cubera (SS-347) |
| USS Guitarro (SS-363)    | Manitowoc Shipbuilding Company | 7. dubna 1943      | 26. září 1943      | 26. ledna 1944     | 4. května 1972                  | V rámci programu Military Assistance Program byla propůjčena tureckému námořnictvu, kde sloužila pod jmény TCG Preveze (D-7) a TCG Preveze (S-340). 1. ledna 1971 byla prodána Turecku. Trup byl sešrotován v roce 1983. Její věž sloužila jako památník až do zemětřesení 17. srpna 1999        |
| USS Hammerhead (SS-364)  | Manitowoc Shipbuilding Company | 5. května 1943     | 24. října 1943     | 1. března 1944     | 1. ledna 1972                   | V rámci programu Military Assistance Program byla propůjčena tureckému námořnictvu, kde sloužila pod jmény TCG Cerbe (D-8) a TCG Cebre (S-341). 4. května 1972 byla prodána k sešrotování |